# الأقليات العرقية في إيران

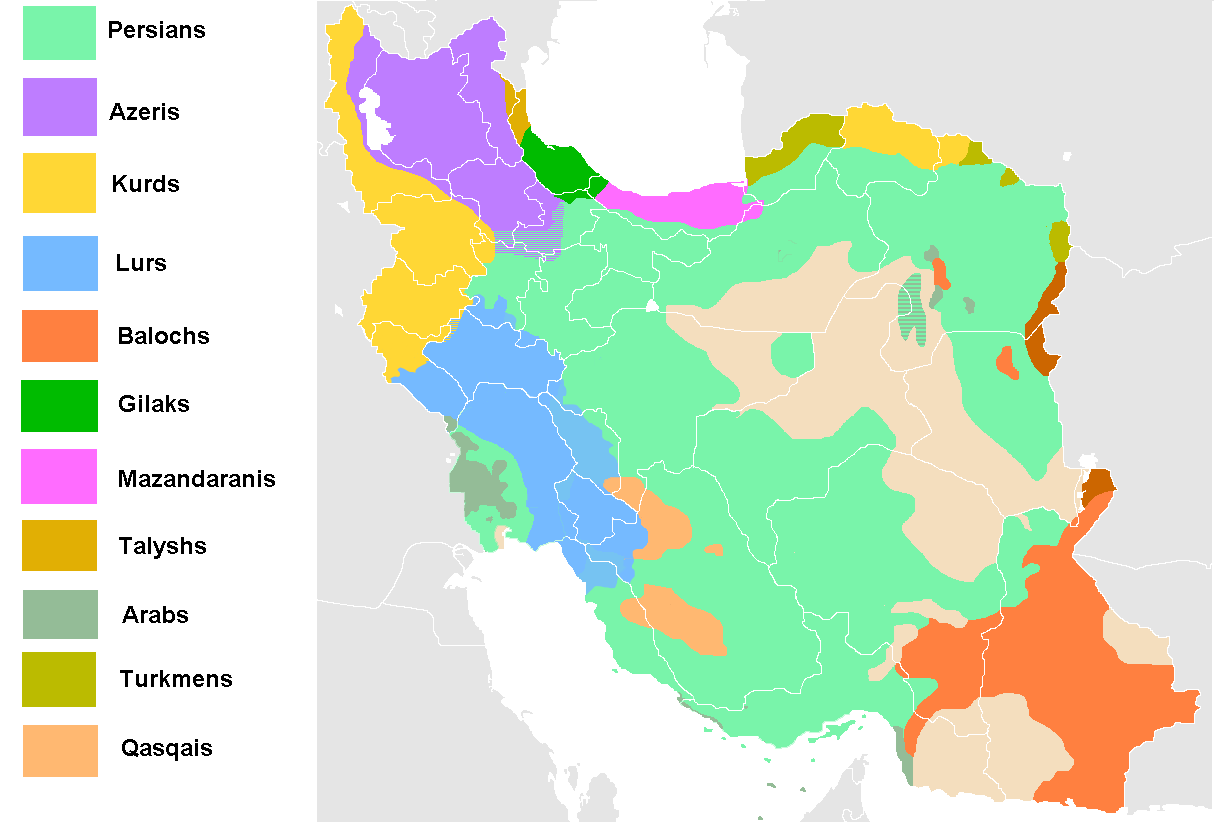
الأقليات العرقية في إيران

يركز هذا المقال الضوء حول الأقليات العرقية في إيران والقضايا السياسية المتعلقة بهم.

## نظرة عامة

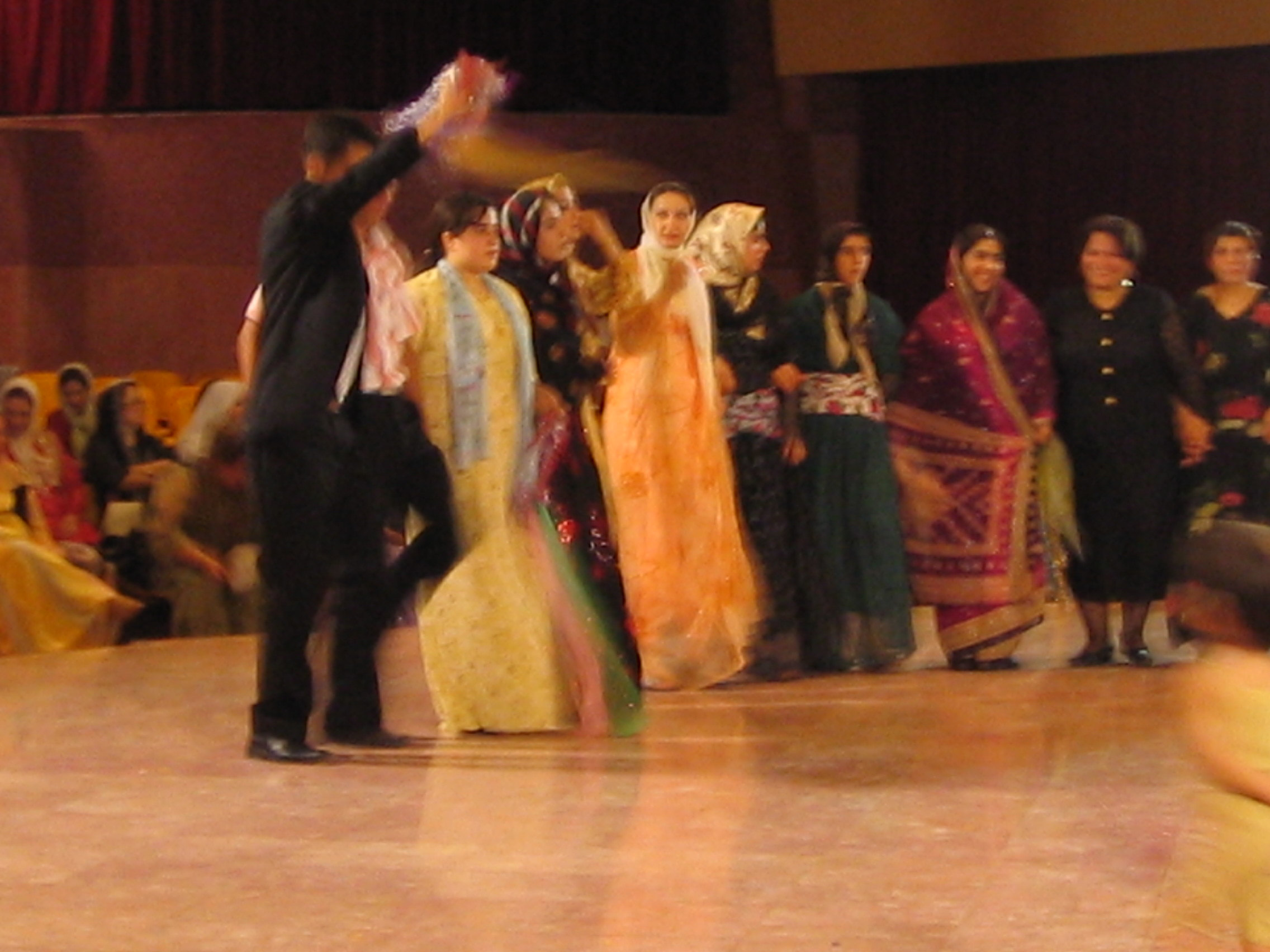
Kurdish wedding dance in سنندج, إيران.

تعد إيران من الدول ذات التعددية العرقية، ويعتبر الفرس والأذريون والجيلاك والأكراد والعرب والبلوش والتركمان من أهم هذه العرقيات في إيران.
فحسب المصادر الرسمية يشكل الفرس 51% من السكان البالغ عددهم قرابة 70 مليون نسمة، في حين يشكل الأكراد 17% والجيلاك المازندارنيون 8% والأذريون 24% والعرب والبلوش والتركمان 2% لكل منهم، وبقية العرقيات 1% من السكان. هذه الأرقام قد تزيد وتنقص حسب مصادر بعض هذه القوميات التي تدعي أرقاما أعلى من تلك الأرقام الرسمية.
ويتميز المشهد القومي الإيراني بتداخل ما بين المذهبية والقومية كما أن امتداداتها الجغرافية الإقليمية تضيف إليه بعدا إقليميا مما يجعل الأمر غاية في التعقيد.
فمعظم الأقليات العرقية في إيران يقطنون المناطق الحدودية, فالعرب في الجنوب والجنوب الغربي، والبلوش في الجنوب والجنوب الشرقي، والتركمان في الشمال والشمال الشرقي، والأذريون في الشمال والشمال الغربي وأجزاء في الوسط، والأكراد في الغرب.
وبنظرة سريعة على الخريطة العرقية في المنطقة المحيطة نجد أن هذه العرقيات لها امتداداتها في الخارج، فالعرب يمتدون إلى العراق ودول الخليج في الجنوب، والبلوش لهم امتدادهم في إقليم بلوشستان في باكستان وأفغانستان، أما التركمان فيجاورون تركمانستان، والأذريون يقطنون جنوب جمهورية أذربيجان، والأكراد جزء من الحلم الكردي الكبير في تركيا وكردستان العراق.
وأما العامل المذهبي في النسيج العرقي الإيراني فيشكل بعدا هاما آخر, فحسب الأرقام الرسمية فإن 89% من سكان إيران يدينون بالمذهب الشيعي ويشكل أهل السنة 10% ويتوزع 1% بين الأرثوذكس الأرمن واليهود والزرادشتة وغيرهم.
وفيما يشكل معظم الفرس والأذريون والجيلاك والعرب سواد الشيعة، يشكل الأكراد والبلوش والتركمان وبعض العرب والفرس في الأقاليم الجنوبية والشرقية سنة إيران الذين يدعون أن نسبتهم تفوق 20% وينتقدون سياسات التضييق والتجاهل المتعمد من قبل الحكومة المركزية في طهران خصوصا في فترة ما بعد الثورة الإسلامية التي طالما رفعت شعار الوحدة الإسلامية.
تاريخيا ورغم التسلط السياسي للأتراك لحقب طويلة في إيران فإن اللغة والثقافة الفارسية بقيت هي المسيطرة على إيران والمنطقة بشكل كبير، ومع انتقال السلطة السياسية إلى الأسرة البهلوية الفارسية بعد انتهاء حكم القاجاريين في عشرينيات القرن الماضي أصبحت اللغة والثقافة الفارسية أحد أهم عناصر الهوية الإيرانية في القرن العشرين، كما لعب المذهب الشيعي دورا مهما كذلك في ترسيخ دعائم هذه الهوية التي سعت لإثبات نفسها أمام المنافسين الأتراك والعرب في المنطقة.
ورغم النجاح الكبير الذي لعبته إيران في إيجاد الهوية الإيرانية -ولو على حساب بعض حقوق الأقليات العرقية والمذهبية- فإن الضغوط الكبيرة التي تتعرض لها إيران حاليا وما يحدث حولها من تطورات سياسية واجتماعية وأمنية في حقبة ما بعد الانهيار السوفياتي وعصر التفرد الأميركي، يبدو أن المشكلات العرقية التي كانت قد خمدت تحت رماد الأيام وجدت من ينفخ فيها، مما يجعل التحدي أمام طهران سافرا وقويا لترتيب العلاقة مع هذه الأقليات حفاظا على تماسكها العرقي وعدم السماح لأميركا باستخدام ورقة العرقيات ضدها في هذه المرحلة الحرجة من مواجهتها ضد الغرب.

## السياسة الحالية
لقد دأبت الحكومات الإيرانية خلال الثمانين عاما الأخيرة التي استلم فيها الفرس البهلويون دفة الحكم من الأتراك القاجاريين، على ترسيخ الهوية الإيرانية المتمثلة في اللغة والتاريخ والثقافة الفارسية والمذهب الشيعي خصوصا في فترة ما بعد الثورة الإسلامية عام 1979.
غير أن هذا التوجه أدى إلى إيجاد الكثير من عدم الثقة لدى العرقيات الأخرى وصل إلى حد المواجهات الدموية في فترات مختلفة من تاريخ إيران المعاصر.
لقد حاول الأكراد إقامة جمهوريتهم عام 1946 باسم جمهورية مهاباد غربي إيران غير أنها سقطت بعد 11 شهرا وتم إعدام قادتها وبقيت المعارضة الكردية اليسارية فعالة ضد طهران في حقبتي الشاه والثورة الإسلامية إلا أن معظم بقية قادتها تمت تصفيتهم من قبل المخابرات الإيرانية في الغرب.
وشهد نفس العام تحركات من القوميين الأذريين لإيجاد جمهورية مستقلة للأذريين شمالي إيران غير أنها فشلت وبسطت حكومة الشاه سيطرتها بالكامل على تلك المناطق.
وعبر مراجعة التعامل الرسمي لطهران مع ملفاتها العرقية نجد أنها آثرت التعامل بجدية مع أي نزعات عرقية متطرفة وتحجيم التطلعات العرقية عبر مطاردة وتضييق الخناق على التيارات التي تتحرك وسط الأقليات بأطروحات تعتبر عدائية للحكومة المركزية.
ويتم التضييق والمطاردة تحت مسميات كثيرة مثل مكافحة التيارات الشيوعية والوهابية والعمالة للمخابرات الأجنبية ومكافحة التهريب والمخدرات خصوصا في الحالة البلوشية حيث تنشط فيها تجارة المخدرات وتهريبها من باكستان وأفغانستان.
وبعيدا عن هذا التعامل المتشدد تعاني هذه الأقليات التي تقطن الحدود في معظم الحالات (خصوصا الأكراد والبلوش والعرب) من الفروق الواضحة من حيث مستوى المعيشة والتعليم وفرص التعليم والعمل والرعاية الصحية والاجتماعية إضافة إلى شعورهم بأنهم مواطنون من درجة ثانية أو ثالثة أحيانا.
وتشير الكثير من الكتابات والتحليلات الإيرانية التي تتناول السؤال العرقي في إيران، إلى ضرورة التعامل الإيجابي مع هذا الأمر عبر المزيد من الاهتمام الحقيقي بهذه المناطق.

## الأقليات العرقية

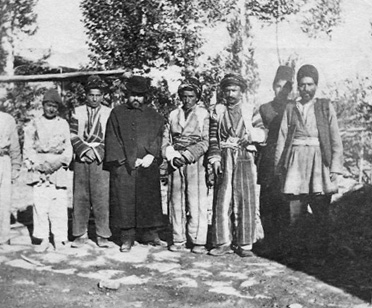
Assyrians in أرومية, Iran.

### العرب
ولقد عاد التركيز على الورقة العرقية بشكل أوضح مع أحداث أهواز في الجنوب الإيراني حيث خرج الآلاف من عرب الأحواز في منتصف أبريل 2005 في مظاهرات يطالبون فيها بالمساواة وتحسين أحوالهم المعيشية رغم وجود منابع النفط في مناطقهم، ويطالبون بحريات ثقافية ووقف ما يسمى بفرسنة الشعب العربي هناك، غير أن تلك المظاهرات تم إخمادها بالقوة وقتل فيها عدد من المتظاهرين وتم القبض على عشرات آخرين منهم.
وما زالت محافظة خوزستان تشهد عمليات تفجير متعددة تتهم طهران القوات البريطانية المستقرة في جنوبي العراق بتدبيرها ودعم المجموعات العربية الإيرانية المعارضة. ومن جهتها تدعي التنظيمات الأهوازية المعارضة لنظام إيران بأن هذا الإقليم ضم عام 1925 قسرا إلى إيران وأنها تسعى في سبيل استقلاله.
والأمر لم يتوقف عند العرب بل شهدت الجبهة الشرقية أحداثا دموية في مارس 2006 راح ضحيتها كبار المسؤولين الأمنيين في إقليم سيستان بلوشستان في الجنوب الشرقي على الحدود الأفغانية الباكستانية وتحملت منظمة جند الله البلوشية السنية مسؤولية هذه العملية وهددت بالقيام بمزيد من العمليات المشابهة.

### الأكراد
ويتعرض المقاومون الأكراد الذين يطالبون بالحكم الذاتي إلى حملة قمع دامية وشرسة. كان من جملتها اغتيال الدكتور عبد الرحمن قاسملو رئيس الحزب الديمقراطي الكردستاني بمدينة فيينا عاصمة النمسا في يوليو 1989 مع اثنين من رفاقه على ايدي عناصر من المخابرات الأيرانية. ويعتقد أن الرئيس السابق محمود أحمدي نجاد كان أحد المتورطين في عملية الاغتيال.
وتواصل القوات الإيرانية منذ عدة أشهر سلسلة من أعمال القصف للقرى الكردية القريبة من شمال العراق بدعوى ملاحقة الإرهابيين من الانفصاليين الأكراد.
ويشكل الأكراد العرقية الثانية في البلاد بعد الفرس، ويتركز وجودهم في جبال زاغروس على امتداد الحدود مع تركيا والعراق، ومتجاورين مع نظرائهم الكرد في هذين البلدين، وبحسب المحافظات فهم يتوزعون على أربعة منها، أذربيجان الغربية، كردستان، كرمنشاه، وإيلام.
ويقول أكراد إيران أنهم يتعرضون لاضطهاد منظم من السلطات الإيرانية، وأنه يحظر عليهم تعلم اللغة الكردية في المدارس، ويواجهون تقييدات في نشر الأدب الكردي وأن ما يصدر من منشورات كردية يصدر بإشراف المخابرات، وذلك برغم أن البند 15 من الفصل الثاني ينص على حق الأقليات في استعمال لغاتها في المجالات التعليمية والثقافية.
ويرى الأكراد أن هناك تمييزا ضدهم في فرص العمل والقبول في الجامعات، وأن من يشغل المناصب العليا في المناطق الكردية هم من غير الكرد، وأن مناطقهم هي الأقل من حيث التنمية والتأهيل والأعلى من حيث البطالة، وأن الكردي مهمش بشكل كبير ولا يسمح له بالتعبير السياسي الحر عن نفسه، حيث تقوم السلطات بإعاقة تشكيل الأحزاب الكردية.

### الأذريون
أما الكتلة العرقية الكبيرة التي لم تتحرك بشكل عنيف تجاه سياسات طهران حتى الآن فهم الأذريون الذين يستوطنون الأقاليم الشمالية والشمالية الغربية.
لكن هذه الكتلة الكبيرة -حسبما يتحدث الكثير من المعارضين الأذريين- تتغلغل في أعماقها ضد سياسات الاضطهاد الثقافي التي تمارسها الحكومة المركزية وتشهد مدينة تبريز التي تعتبر عاصمة الأذريين في إيران تحركات قومية بين شباب الجامعات الذين يسعون لإظهار انتمائهم التركي من آن لآخر ويطالبون بفتح مجال أكبر للتعبير عن ثقافتهم القومية في التعليم والإعلام.
طهران من جهتها لم تتردد في توجيه أصابع الاتهام إلى القوات البريطانية المستقرة في البصرة جنوبي العراق في الحالة الأهوازية، وأما في إقليم سيستان بلوشستان في الشرق فتم توجيه الاتهامات إلى الأميركيين والبريطانيين.
ويعتبر التوقيت هو الأهم في ظهور هذه القلاقل العرقية حيث يرتبط ارتباطا واضحا بتوجيه الضغوط على إيران من أجل وقف برنامجها النووي ومحاولة إحداث تغيير في نظام الحكم الذي بات خطرا على مصالح واشنطن وإسرائيل، كما تدعي واشنطن وتل أبيب.
ويبقى السؤال المطروح حاليا هو هل تستخدم واشنطن ولندن الورقة العرقية للضغط على إيران؟ وكيف يمكن لإيران أن تتعامل مع هذه الورقة لتفويت الفرصة على أعدائها المتربصين بها؟

## التدخلات الأجنبية
لقد دفعت الأزمة العرقية في الأهواز وأحداث إقليم بلوشستان الإعلام الإيراني وكذلك النشطاء السياسيين إلى أن يتكلموا -ولو في دوائر محدودة- عن الاهتمام بالأقليات العرقية والمذهبية ومحاولة تحسين أوضاعها الاقتصادية وتوفير مساحة معقولة من الحريات الدينية والثقافية.
لأن الاكتفاء بتوجيه أصابع الاتهام إلى أعداء إيران وممارسة مزيد من القمع وتشديد القبضة الأمنية على تلك المناطق قد توفر الفرصة بشكل أكبر لاستثمار الاحتقان السياسي والاجتماعي في تلك المناطق من قبل واشنطن ولندن.
ويبدو أن الحكومة الإيرانية قد تلجأ إلى سياسة احتواء مزدوجة بحيث تسعى للتعامل مع الأقليات العرقية بشكل مباشر بعيدا عن قياداتها السياسية وتنظيماتها التي تتحرك من الخارج، واستمرار قمع هذه التنظيمات في الخارج وتخوينها في الداخل.
وتشعر طهران بكثير من الارتياح من أن المعارضة الإيرانية الفارسية بكل أطيافها الليبرالية واليسارية واليمينية تقف ضد التوجهات الانفصالية والدعوات القومية للأقليات في إيران، وأن هذه التوجهات القومية للأقليات لا تجد آذانا صاغية لدى المعارضة سواء في الداخل والخارج.
ومن جهة أخرى تشعر طهران أن القوى الإقليمية مثل باكستان وتركيا لا ترحب بأي دعم أميركي للبلوش والأكراد من شأنه تقوية النزعات العرقية في تلك الدولتين.
إستراتيجيا وعلى المدى المنظور تبدو طهران منزعجة من سيناريو انفصال إقليم خوزستان (أهواز) ذي الأكثرية العربية والذي يحتوي على مصادر النفط الأساسية في إيران، وتخاف من سيطرة الولايات المتحدة وبريطانيا على هذه المنطقة الإستراتيجية الهامة كأسوأ سيناريو يمكن أن يتحقق.
كما أن مخاوف إيران بدت تزداد حيال استقرار القوات البريطانية جنوبي غربي أفغانستان قرب الحدود الإيرانية وإمكانية تلقي المجموعات البلوشية المعارضة لإيران مثل جند الله دعما من هذه القوات.
أما الأكراد فيبدو أن إيران حصلت على وعود واضحة من أكراد العراق بعدم السعي لإقامة كردستان الكبرى، كما أن التعاون الإيراني التركي لتضييق الخناق على حزب العمال الكردستاني يساعد إيران في تحجيم نشاطات المجموعات الكردية المسلحة في توجيه أي خطر جدي لطهران في المدى المنظور.
ومهما كانت أسباب الأزمة العرقية في إيران داخلية أم خارجية أم مجتمعة معا، فإن الحقيقة الجديدة هي أن التغيرات التي تشهدها المنطقة من حول إيران منذ الانهيار السوفياتي حتى الغزو الأميركي للعراق فتحت الملف العرقي في إيران بشكل أعمق وأوسع من أي وقت آخر.
فهل تكتفي طهران بإلقاء اللوم على أعدائها وتستمر في التعامل السطحي مع الملف العرقي، أم أنها تفوت الفرصة على واشنطن ولندن بالتعامل الإيجابي مع الملف عبر مزيد من الاهتمام بالأقليات القومية والاستجابة لبعض مطالبها.